# 冀東防共自治政府

冀東防共自治政府
冀東防共自治政府

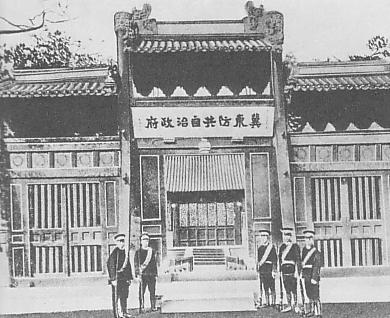
冀東防共自治政府庁舎

冀東防共自治政府（きとうぼうきょうじちせいふ）は、1935年から1938年まで中国河北省に存在した政権。当時の日本側の公式見解によると、地方自治を求める民衆を背景に殷汝耕の指導により成立したとされるが、中国側からは当時から現代に至るまで日本側の特務機関の工作活動により設立された傀儡政権であると主張されており、また、日本や米国にも中国側と同様の認識で傀儡政権であったとする研究がある。国旗には中華民国が最初に定めた五色旗を使用した。

## 歴史

### 塘沽協定
1933年5月31日、日本と中国との間で塘沽協定が締結され、中国側に非武装地帯を設定し、治安は中国側警察が担当することとされた。その範囲は延慶・昌平・高麗営・順義・通州・香河・宝坻・林亭口・寧河・蘆台を結んだ線を境界としてその以北、以東と決められた。

### 梅津・何応欽協定と土肥原・秦徳純協定
1935年6月10日には梅津・何応欽協定、同月27日には土肥原・秦徳純協定が成立した。両協定によって国民政府と中国国民党が中国北部に置いていた機関や部隊がいくつか廃止あるいは移動させられた。梅津・何応欽協定に関しては中央直属駐平憲兵第三団が北支から撤退し、国民革命軍の第五十一軍、旧東北軍、および第二師と第二十五師が移駐した。土肥原・秦徳純協定に関しては宋哲元の二十九軍が移動させられている。

### 河北自治運動
1935年10月21日河北で民衆運動が発生した 。最初の運動は香河県の有力者・武宜亭を指導者とし、減税と自治を要求し、ライフルとショットガンで武装しており、この事件は中国側で香河事件と呼ばれた。日本人の「浪人」が参加していたため、日本の憲兵隊がその中の6人を逮捕して取調べを行い、監視の下、天津に移送した。
これらの民衆運動の背後にいくらかの日本人がいることに納得しているとする報告が当時の河北省主席・商震から南京政府に提出されたが、当時の日本側は関与を否定し、当時の中国側もその証拠を見つけることができなかった。しかし後年になって政権の成立や自治運動は日本側の華北分離工作による特務機関の工作の成果だとする指摘がなされている    。それによれば自治運動は住人の自発的なものでなく日本の特務機関の指令によって扇動されたものだとされている。
また、民衆運動は農民運動と称しながらも実際は雇われた浮浪者によるもので、権力の外にある中国の政治家・将軍が乗じる恐れも指摘された。日本側は権力の外にある中国側のグループが扇動された運動に日本の軍事的影響力を巻き込もうとするなら、それが如何なる動きでも日本軍当局はすばやく対応すると声明を出していた。
10月23日には民衆運動が香河県城を占拠し、「中国国民党打倒」「官吏の罷免」「孫文の建国大綱に基づく地方自治と農民救済を要求する宣言」を発表し、運動は河北省全域に波及する情勢となった 。宣言内容では自治を原則とし、土地の公有反対、共産勢力に対する警戒、農村救済、減税、福祉増進を挙げていた 。同日、河北省各県代表連席会は緊急会議を開催し、重税に反対する運動を支援する方針を決議した 。
当時の日本ではこの運動の根本原因には国民政府による搾取があると報道された。10月27日には話し合いの末、保安隊により香河県城が接収され、その地域では解決したが、自治を求めて次々と蜂起が続いた。
河北省首席・商震は国民政府の意向を受け、事態の収拾に当たったが、自治運動が塘沽停戦協定で決められた非武装地帯内で発生したことから武力鎮圧をおこなうことはできなかった（自治運動を起こした側もこの点を考慮したと見られる）。一方日本軍中央でも中国北部の農民運動に対して中国政府が武力鎮圧することを牽制していたが、商震の斡旋と日本軍司令官・多田駿少将の和平工作により自治運動は小康状態となった 。

### 国民政府の銀国有令
中華民国では継続していた輸入超過のための対外決済とアメリカの銀買入政策に起因する銀の海外流出のために政府系銀行の準備銀が急激に減少した。金融破綻を恐れた国民政府は1935年11月4日突如として以下のような銀国有化と紙幣の強制運用の布告を出した。
1. 1935年11月4日より、中央・中国・交通三銀行発行の銀行券は完全なる法定通貨たるべく、租税の徴収、公私債務の支払いは一切法定通貨を以って決済せらるるものとす。
2. 銀弗、銀塊を通貨の目的に使用することは一切之を禁止す。本条項に違反する場合は当該通貨全部を差押え没収するものとす。
3. 何人たるを問わず故意に銀弗、銀塊を隠匿又は不法に所有流通するものあるときは、緊急治罪法を以って処断す
4. 三銀行以外の発行銀行券にして、すべて財政部の承認を経たるものはそのまま流通せしむ。但し各銀行の発券額は十月三日現在を超ゆることを得ず。

辛亥革命以来の軍閥諸勢力興亡の度に地方政権により発行された紙幣は、あるものは暴落し、あるものは廃棄された歴史を持ち、中国民衆にとって紙幣の信用は低く、また特に金融知識に疎い農民層における売買取引は従来殆ど現銀交易のみであったことから、国民政府の銀国有と紙幣の強制運用の実施は中国北部農民に極度の不安と恐慌をもたらした。一方、中央銀行を除き、全ての銀行も反対したがその理由はこの政策により直ちに所有する銀を喪失し、兌換不能による紙幣価値の下落と通貨不安による物価高騰、中国北部における経済の基本であった農民と都市の経済関係の断絶を考慮すれば経済恐慌不可避との判断であった。この銀国有化の政策は中国北部の自治要求運動に新たな論拠を与え、運動の再活性化と進展を促すことになる。
翌12月には、この政策に関する銀引渡しに外人銀行団が反対し、広東が銀国有制度から離脱する事態となり、翌年5月には新通貨政策として新銀貨発行が決められた。

### 冀東の防共自治へ

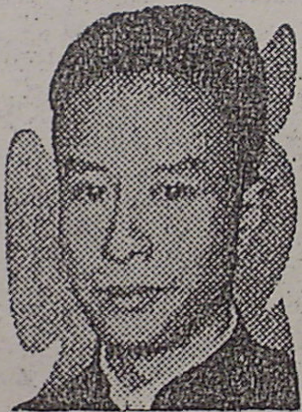
殷汝耕

1935年11月20日には民衆の声が戦区自治促進会を誕生させ、その名で中国北部全民衆に対し檄文によって訴え、殷汝耕督察専員に自治独立の実行をせまった。他にも薊密灤楡区民衆聯合会などからの自治要望の請願書が殷督察専員に数多く届けられた。
11月25日殷汝耕は中央政府と分離した自治政権冀東防共自治委員会を通州に樹立し、自治宣言を中外に発表して地域内民衆の自治を開始した。午前8時に委員が集まり委員会結成式が行われ、また国民党旗を撤去して国民党の悪政との分離が表明された。委員会は、委員長の殷汝耕の他、委員として池宗墨、王厦材、張慶余、張硯田、李海天、趙雷、李允声、殷体新が名を連ね、塘沽停戦協定で軍事行動が禁止された地域をその統轄範囲とした。組織としては秘書長を池宗墨としてその下に秘書処、保安処、外交処、民政庁、財政庁、建設庁、教育庁、税務管理局、北寧鉄路新楡段監理処を設け、他に委員長直属の唐山弁事処と各保安総隊を持った。
同日、民間各自治団体代表者は次々に委員会に詰め掛け殷汝耕委員長に自治達成の喜びを述べるなど賑わった。内外の新聞記者は真っ先に青天白日旗の掲揚に関して質問を行い、これに対し殷委員長は「目下考慮中である。当分の間青天白日旗も掲揚しない」と述べ、また外人記者からその質問が出される前に「外国の権益は十分に尊重する」と発言。財政についての質問には予算額は650万元で十分とし、南京政府の補助分150万元については国税の主要な部分の差し押さえにより剰余金を生ずる程であり、農民の負債を軽減し、剰余金を農業改良に使用して綿花の栽培を奨励して模範的な農業地帯を実現させる意向を示した。殷委員長の説明では委員会の管轄地区はその面積は日本の九州ほどであり、豊穣な地帯であるが政情不安のため荒廃したのであり、人口約460万の大部分をしめる農民の福利増進のため尽力するとされた。この日は記者から宋哲元中心の防共自治委員会が中国北部に結成された場合はどうするかとの質問には「合流する」と即答している。
これに対し宋哲元は華北地域の自治を準備していくが、12月15日に殷委員長は自治政権が中国北部民衆の期待に反して不徹底として不参加を表明。18日に宋哲元を委員長とする冀察政務委員会が成立すると直ちに冀東政権へ使者を送り殷に新政権への合流を求めたが、宋哲元の新政権が依然として南京政府と連絡して中央との関係を離脱しないものであり冀東政権と主義政綱が異なるため合流することはできないと殷は回答した。
12月25日委員会は改組して冀東防共自治政府を成立させ、殷汝耕が政務長官に就任し、全ての政務を掌握した。

### 冀東特殊貿易
山海関特務機関の指示によって冀東防共自治政府は、日本の商品だけを正規関税より安い検査料で海上輸入する事を認めた。商品を低額で輸入することで日本側に利益をもたらし、冀東防共自治政府の財源を確保する目的であった。関税を無視されて実質的な密輸同然の政策を取られた中国側はこれを防ごうとするが、関東軍は予め中国税関の武装監視船を停戦協定違反と称して排除していたので、中国側には日本の商品流入を阻止する手段が存在しなかった。これによって中国税関の収入は激減し、同時に中国の地元経済にも深刻な悪影響を与えた。また通常の商品だけでなく、通州では禁制品である阿片やヘロインなども大量に密売され、管理された漸禁政策とは無関係に中毒者でもない民間人相手に売りさばかれた。当初は製薬会社が日本国内で阿片やヘロインを製造し中国に運んでいたが、大正末期になるとヘロインの製造を中国現地で実行し始めた。当時の中国においてはイギリスから流入してきたアヘンによって麻薬汚染が他の地域でも広く見られたが、特に毒性の強いヘロイン等の密造・密売は通州において顕著だった。中国政府はヘロインを目の仇にしていたので、ヘロインの生産は中国政府官憲の前で公然と行なえるものではなかったが、日本の薬業者が現地生産をする際には日本軍駐屯地域内で日本軍を隠れ蓑にするという方法が取られ、充分な保護を得られる全くの安全地帯で麻薬を密造することが出来た。日本人がヘロインを密売すれば一キロで千円の儲けがあり、一晩に五キロや一〇キロは簡単に作ることができた。中国の警備当局が密造工場に踏みこむ頃には日本軍の憲兵の手が回っていて、証拠物件のヘロインを押収しても、後で特務機関本部に呼び出され家屋侵入を責められるだけだった。満州でヘロインを製造した製薬会社の社長であった山内三郎は「冀東地区から、ヘロインを中心とする種々の麻薬が、奔流のように北支那五省に流れ出していった」と記し、中国の作家である林語堂は「偽冀東政権は日本人や朝鮮人の密輸業者、麻薬業者、浪人などにとって天国であった」と書いた。
これらの政策は日本側に不当な利益をもたらす一方で中国側の社会と経済に著しい悪影響を与え、中国人に強い抗日意識を植え付けることになった。塚本誠は「ある情報将校の記録」の中で、日本からの密輸品が中国の経済と国家が破壊されるという危機感を煽り、北京や上海の若い学生たちを中心にして抗日意識が全国へと波及した、と述べた。学生の抗日意識の高まりに関して、小林元裕は「通州事件の語られ方」の中で事件に保安隊のみならず地元の学生の参加も確認出来ると述べた。信夫清三郎は「聖断の歴史学」の中で、「朝鮮人のアヘン密貿易者が多数いたことは、通州がアヘンをもってする中国毒化政策の重要な拠点であったことを示していた。通州事件は、日本の中国「毒化政策」にたいする中国民族の恐怖と抵抗を標示していた。」と語り、中国の文学者・巴金は、通州事件の被害者とされる人間を「ふだんからその土地で権柄ずくにふるまっていた人たちでしたし、しかもその大半は、ヘロインを売ったり、モルヒネを打ったり、特務工作をしたりしていた人たちだった。」と指摘している。

### 通州事件

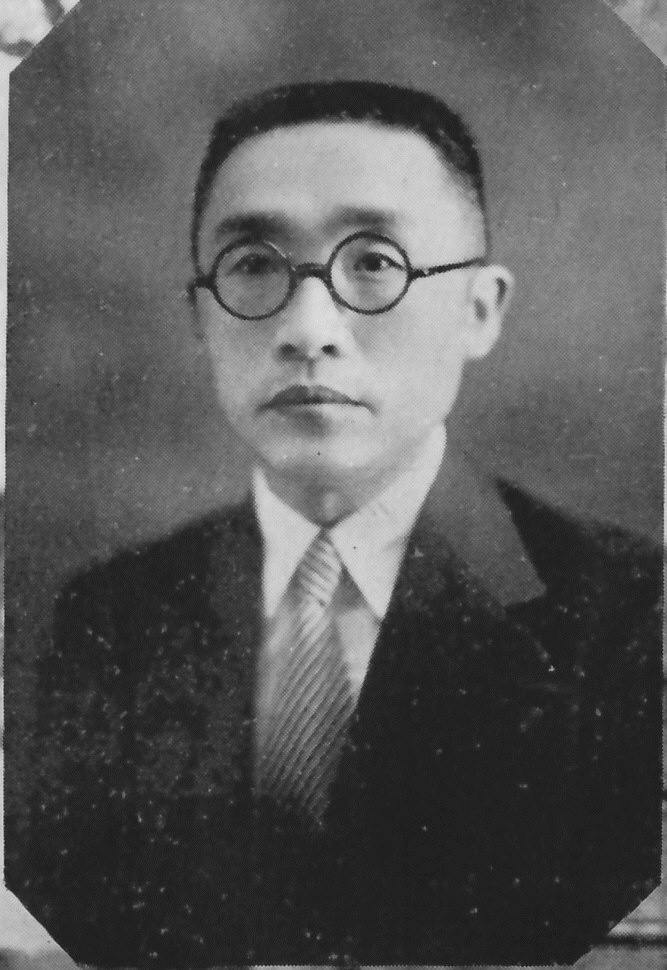
池宗墨

冀東保安隊は、国民革命軍第二十九軍首脳部によって買収され、あるいは使嗾され、またあるいはその宣伝に判断を誤り、通州の日本部隊が僅かであることに乗じ、1937年7月29日未明を期して冀東保安第一総隊(2,000名)、第二総隊(2,000名)、教導総隊(1,300名)及び警衛大隊(500名)からなる5,800名による反乱を起こした。警衛大隊の隊長は反乱に反対したため、第一総隊隊長張慶余に銃撃されたが、一命をとりとめた。
反乱した保安隊は先ず冀東防共自治政府を襲撃して日本人顧問を殺害、殷汝耕長官を拉致し、他の一隊は通州城内の日本守備隊、特務機関、領事館、警察署を襲撃し、特務機関は細木機関長以下殆ど殉職、領警署員全滅、城内の日本人居留民は守備隊に避難収容された135名以外の250名余りの老若男女が残虐に殺害された。暴徒は日本関連施設のみならず冀東政府、冀東銀行などから掠奪を行った。
殷汝耕は冀東保安隊に拘束され、宋哲元に引き渡されるために北平へと護送されたが、宋はすでに北平を離れており、殷の護送部隊は日本軍により粉砕されたが、殷は逃亡し、北平城内に潜伏した。他の冀東防共自治政府の官吏も、反乱の勃発と同時に潜伏するか逃亡した。日本軍が29日夕方に反乱を掃蕩するまで政府は反乱保安隊によって占拠され、従来の組織による政府は消滅した。日本軍支那駐屯軍司令官香月清司中将は、治安体制の欠如した状態を憂慮し、翌30日要務連絡のため天津に来ていた池宗墨秘書長に政務長官の任を求めた。

### 解消
1938年1月30日、北京の日本軍北支派遣軍特務部において、日本軍特務部長喜多誠一少将が立会人として列席の上、冀東政府代表池宗墨長官と中華民国臨時政府代表王克敏行政委員長が会見し、2月1日より冀東政府が中華民国臨時政府に合流することで両者の意見が一致した。合流に関する協定の調印が行われ、冀東政府は解消した。